# Taba (Egito)
Taba (em árabe: طَابَا Ṭābā,IPA: [ˈtˤɑːbɑ]) é uma cidade egípcia próxima ao extremo norte do Golfo de Aqaba . Taba é o local da passagem de fronteira mais movimentada do Egito com a cidade vizinha Eilat, em Israel. Taba foi originalmente desenvolvida como um destino turístico com o primeiro hotel inaugurado por volta da década de 1960, e hoje funciona, principalmente, como um local de férias para egípcios e outros turistas, especialmente aqueles de Israel a caminho de outros destinos no Egito ou como descanso de fim de semana. É o resort mais ao norte da Riviera do Mar Vermelho do Egito.
A Crise de Taba de 1906 começou quando o sultão Abdul Hamid II do Império Otomano decidiu construir uma fortificação em Taba. Os britânicos enviaram um navio da Guarda Costeira Egípcia para reocupar Naqb, El Aqaba e Taba. Quando foram encontrados por um oficial turco que lhes recusou permissão para desembarcar, a força egípcia desembarcou na vizinha Ilha do Faraó . A Marinha Britânica enviou navios de guerra para o Mediterrâneo Oriental e ameaçou tomar algumas ilhas sob controle do Império Otomano . O Sultão concordou em evacuar Taba em 13 de maio de 1906. Tanto a Grã-Bretanha como o Império Otomano concordaram em demarcar uma fronteira formal que se estenderia, aproximadamente, em linha reta desde Rafah, na direção sudeste, até um ponto no Golfo de Aqaba, que estaria a pelo menos 5 quilômetros de distância de Aqaba . A fronteira foi inicialmente marcada com postes telegráficos e estes foram posteriormente substituídos por pilares de fronteira.
Taba estava localizada no lado egípcio da linha de armistício acordada em 1949. Durante a crise de Suez em 1956, foi brevemente ocupado por Israel, mas regressou ao Egito quando o país se retirou em 1957. Israel reocupou a Península do Sinai após a Guerra dos Seis Dias em 1967 e, posteriormente, um hotel de 400 quartos foi construído em Taba. Após o tratado de paz israelo-egípcio de 1979, o Egito e Israel estavam negociando a posição exata da fronteira. Israel alegou que Taba estava do lado otomano de uma fronteira acordada entre os otomanos e o Egito britânico em 1906 e, portanto, um erro havia sido cometido em seus dois acordos anteriores. Após uma longa disputa, a questão foi submetida a uma comissão internacional composta por um israelita, um egípcio e três estrangeiros.
Ambas as partes concordaram que todos os mapas desde 1915, exceto um mapa turco-alemão de 1916, mostram Taba do lado egípcio e que nenhuma disputa havia sido levantada anteriormente sobre o assunto nos anos seguintes. No entanto, Israel argumentou que foram erros foram cometidos quando os postes telegráficos foram substituídos por pilares de fronteira em 1906-1907 e que, na verdade, era o acordo escrito em 1906 que representava a fronteira legal, e não a demarcação com pilares de fronteira. A comissão não aceitou que os pilares da fronteira estivessem errados, mas que, de qualquer forma, considerou que uma fronteira demarcada e aceita por todas as partes durante tanto tempo já havia alcançado estatuto legal. Com base na redação do tratado de paz Egito-Israel, a comissão decidiu que a fronteira aceita durante o período do Mandato era a que contava, embora não aceitasse que essa fronteira fosse diferente da fronteira anterior. De especial preocupação era o último pilar fronteiriço perto do Golfo de Aqaba, que tinha desaparecido. Existem fotografias antigas de um pilar a nordeste de Taba, mas Israel alegou que tinha sido colocado por engano. A comissão não aceitou o caso de Israel e posicionou o pilar próximo da sua localização histórica.
Portanto, Israel e Egito retomaram negociações que terminaram em Fevereiro de 1989 e, como resultado, Taba foi devolvida ao Egito. Hosni Mubarak levantou a bandeira egípcia na cidade em 19 de Março de 1989. Como parte deste acordo subsequente, os viajantes estão autorizados a cruzar de Israel no posto de fronteira Eilat-Taba e visitar a "Área Costeira de Aqaba do Sinai" (que se estende de Taba até Sharm el Sheikh, e incluindo Nuweiba, o Mosteiro de Santa Catarina, e Dahab ), sem visto por até 14 dias, tornando Taba um destino turístico popular. A comunidade turística de Taba Heights está localizada a cerca de 20 km (12 mi) ao sul de Taba. Possui vários grandes hotéis, incluindo o Hyatt Regency, Marriott, Sofitel e Intercontinental . É também uma área de mergulho significativa, onde muitas pessoas vêm para mergulho livre, mergulho autônomo ou aprendem a mergulhar por meio dos diversos cursos de mergulho disponíveis. Outras instalações recreativas incluem um novo campo de golfe em estilo deserto.
Em 24 de Setembro de 1995, o Acordo de Taba foi assinado por Israel e pela OLP em Taba.
Em 7 de outubro de 2004, o Hilton Taba foi atingido por uma bomba que matou 34 pessoas, incluindo vários israelenses. Vinte e quatro dias depois, um inquérito do Ministério do Interior egípcio sobre os atentados concluiu que os perpetradores não receberam ajuda externa, mas foram ajudados por beduínos na península.
Em Fevereiro de 2014, um ônibus que transportava turistas para o Mosteiro de Santa Catarina, no Sinai , explodiu em Taba, pouco antes de cruzar a fronteira com Israel. Pelo menos dois passageiros foram mortos e 14 ficaram feridos. A explosão foi atribuída a terroristas.
Apesar dos avisos, o turismo de Israel para Taba aumentou em 2016, com muitos viajando para desfrutar do resort mais ao norte do Mar Vermelho.

## Geografia

### Clima
O sistema de classificação climática Köppen-Geiger classifica seu clima como deserto quente (BWh), como o resto do Egito .
| Dados climáticos para Taba                                                                  | Dados climáticos para Taba | Dados climáticos para Taba | Dados climáticos para Taba | Dados climáticos para Taba | Dados climáticos para Taba | Dados climáticos para Taba | Dados climáticos para Taba | Dados climáticos para Taba | Dados climáticos para Taba | Dados climáticos para Taba | Dados climáticos para Taba | Dados climáticos para Taba | Dados climáticos para Taba |
| Mês                                                                                         | Jan                        | Fev                        | Mar                        | Abr                        | Mai                        | Jun                        | Jul                        | Ago                        | Set                        | Out                        | Nov                        | Dez                        | Ano                        |
| ------------------------------------------------------------------------------------------- | -------------------------- | -------------------------- | -------------------------- | -------------------------- | -------------------------- | -------------------------- | -------------------------- | -------------------------- | -------------------------- | -------------------------- | -------------------------- | -------------------------- | -------------------------- |
| Recorde alta °C (°F)                                                                        | 27 (81)                    | 31 (88)                    | 34 (93)                    | 41 (106)                   | 44 (111)                   | 44 (111)                   | 47 (117)                   | 46 (115)                   | 43 (109)                   | 39 (102)                   | 37 (99)                    | 31 (88)                    | 47 (117)                   |
| Média alta °C (°F)                                                                          | 20.9 (69.6)                | 22.6 (72.7)                | 25.8 (78.4)                | 29.9 (85.8)                | 33.8 (92.8)                | 37.2 (99)                  | 38.2 (100.8)               | 38.7 (101.7)               | 35.9 (96.6)                | 32.4 (90.3)                | 27.3 (81.1)                | 22.5 (72.5)                | 30.43 (86.78)              |
| Média diária °C (°F)                                                                        | 15.6 (60.1)                | 17.0 (62.6)                | 19.9 (67.8)                | 23.8 (74.8)                | 26.5 (79.7)                | 30.4 (86.7)                | 31.8 (89.2)                | 32.2 (90)                  | 30.1 (86.2)                | 26.6 (79.9)                | 21.8 (71.2)                | 17.2 (63)                  | 24.41 (75.93)              |
| Média baixa °C (°F)                                                                         | 10.4 (50.7)                | 11.4 (52.5)                | 14.0 (57.2)                | 17.7 (63.9)                | 19.3 (66.7)                | 23.7 (74.7)                | 25.5 (77.9)                | 25.7 (78.3)                | 24.4 (75.9)                | 20.9 (69.6)                | 16.3 (61.3)                | 11.9 (53.4)                | 18.43 (65.18)              |
| Recorde baixa °C (°F)                                                                       | 3 (37)                     | 3 (37)                     | 8 (46)                     | 11 (52)                    | 16 (61)                    | 21 (70)                    | 22 (72)                    | 23 (73)                    | 21 (70)                    | 16 (61)                    | 8 (46)                     | 5 (41)                     | 3 (37)                     |
| Média precipitação mm (pol.)                                                                | 4 (0.16)                   | 6 (0.24)                   | 5 (0.2)                    | 3 (0.12)                   | 1 (0.04)                   | 0 (0)                      | 0 (0)                      | 0 (0)                      | 0 (0)                      | 1 (0.04)                   | 3 (0.12)                   | 6 (0.24)                   | 29 (1.16)                  |
| Média de dias chuvosos                                                                      | 2                          | 1                          | 2                          | 1                          | 1                          | 0                          | 0                          | 0                          | 0                          | 0                          | 1                          | 2                          | 10                         |
| Média umidade relativa (%)                                                                  | 50                         | 51                         | 47                         | 38                         | 35                         | 29                         | 25                         | 32                         | 40                         | 45                         | 47                         | 50                         | 40.8                       |
| Média diária horas de sol                                                                   | 8                          | 9                          | 9                          | 10                         | 12                         | 13                         | 13                         | 13                         | 12                         | 10                         | 9                          | 7                          | 10.4                       |
| Source #1: Climate-Data.org, altitude: 14m                                                  |                            |                            |                            |                            |                            |                            |                            |                            |                            |                            |                            |                            |                            |
| Source #2: BBC Weather for records and humidity, Weather2Travel for rainy days and sunshine |                            |                            |                            |                            |                            |                            |                            |                            |                            |                            |                            |                            |                            |

As temperaturas nas maiores altitudes de Taba são um pouco mais frias e há dias um pouco mais chuvosos. Essas áreas também recebem um pouco menos de luz solar.

### Área Protegida de Taba

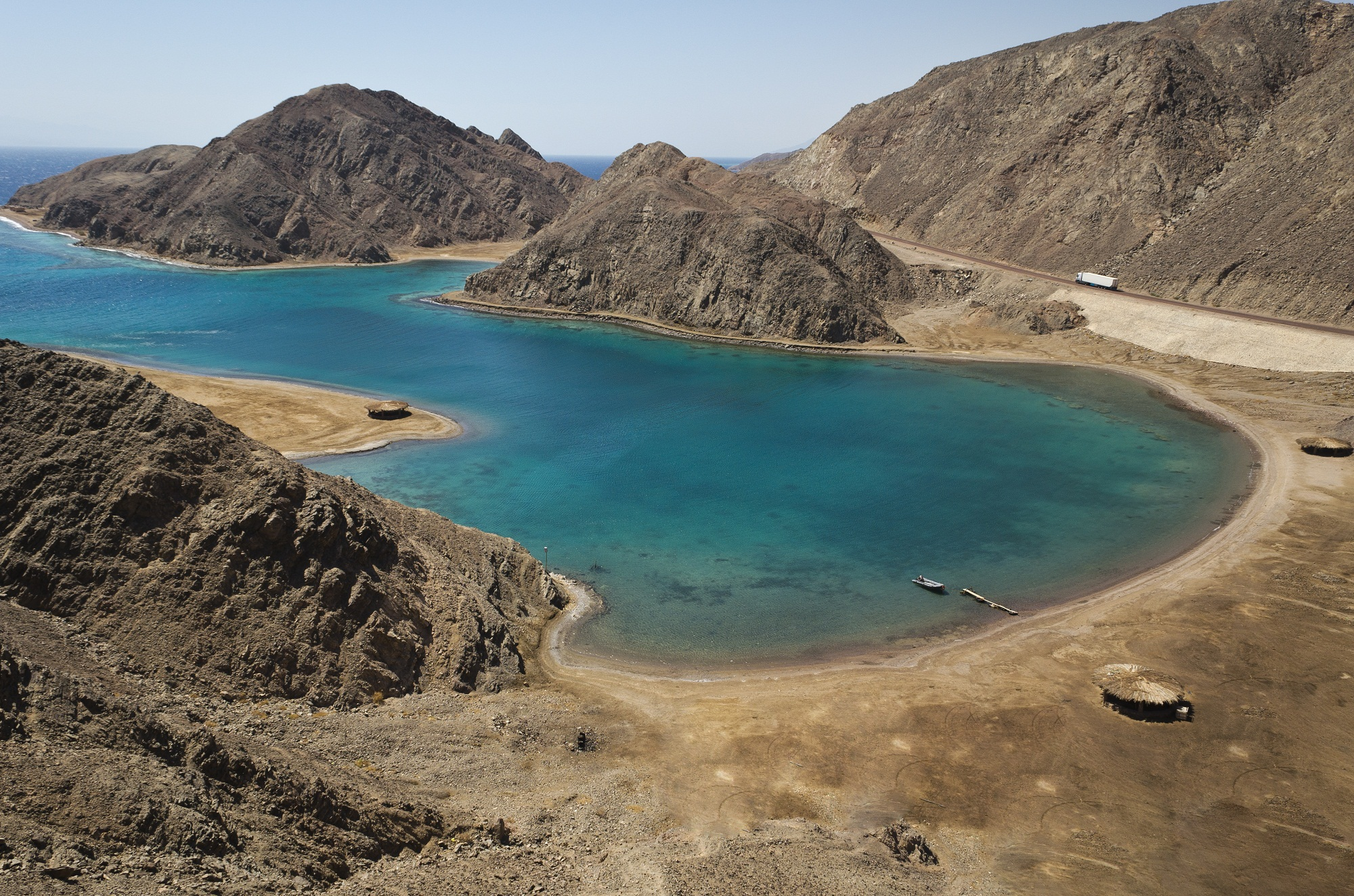
Fjord Bay, uma rara costa de reprodução de tubarões, foi preservada e fechada para turistas

"Localizada a sudoeste de Taba, existe uma área protegida de 3.590 km², que inclui formações geológicas como cavernas, uma sequência de vales e passagens montanhosas. Existem também algumas nascentes naturais na área. A área possui 25 espécies de mamíferos, 50 espécies de aves raras e 24 espécies de répteis.

## Transporte

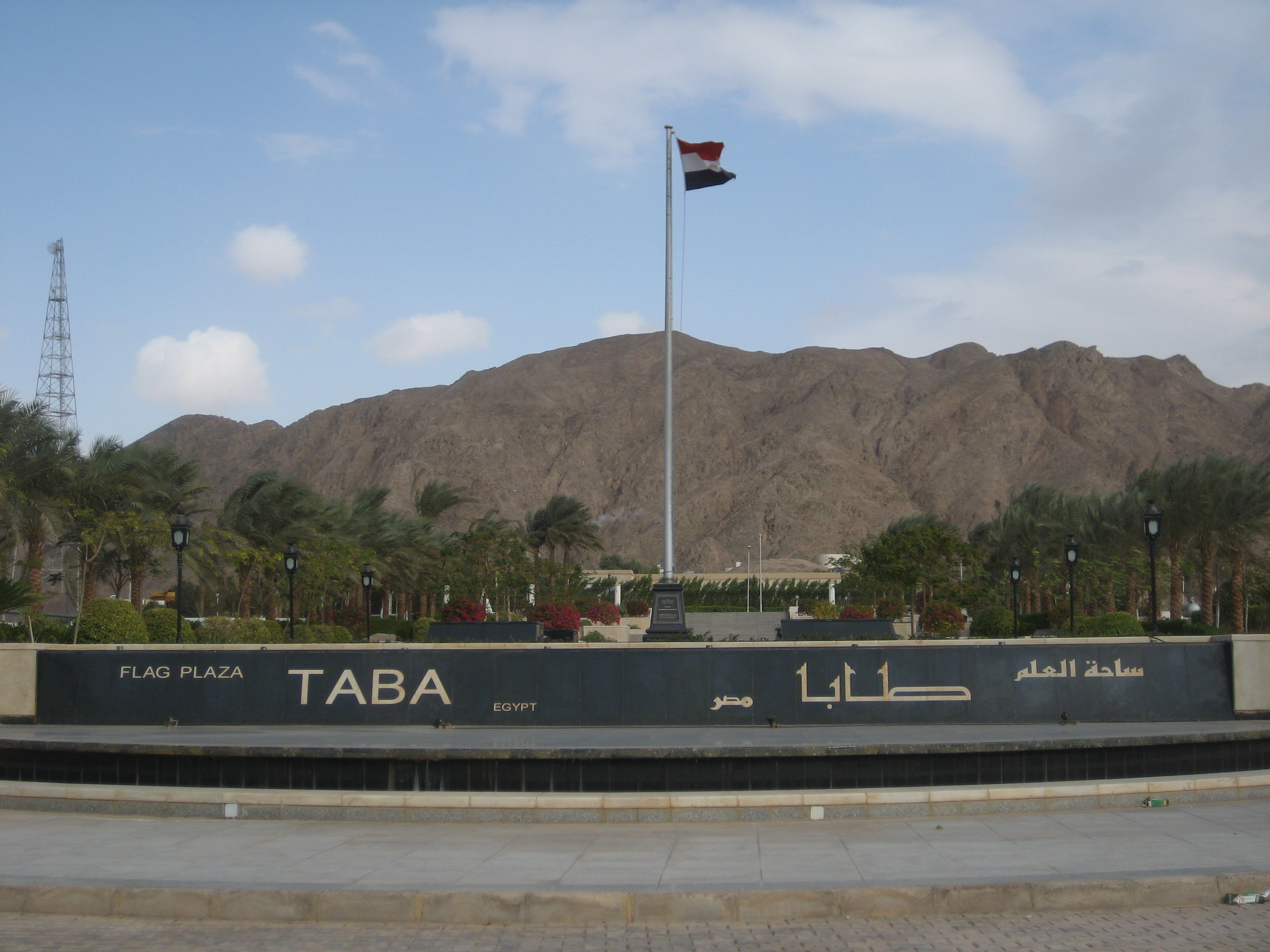
Praça da Bandeira

Como Taba era apenas uma pequena vila beduína, nunca teve uma infraestrutura de transporte significativa. Recentemente, o Aeroporto de Al Nakb, localizado no planalto do Sinai, cerca de 35 quilômetros a partir de Taba, foi modernizado e renomeado como Aeroporto Internacional de Taba (IATA: TCP, ICAO: HETB). Atualmente, ele opera alguns voos charter por semana do Reino Unido, bem como voos charter semanais da Bélgica, Rússia, Dinamarca e dos Países Baixos.
Muitos turistas chegam a Taba pela Passagem de Fronteira de Taba, vindo de Eilat, Israel. Além disso, foi construída uma marina no novo desenvolvimento de Taba Heights, que fica a cerca de 20 km ao sul de Taba. Essa marina oferece frequentes travessias de balsa para Aqaba, na Jordânia. No entanto, essas travessias são restritas a turistas em passeios organizados